# ジョージ・オートン
ジョージ・オートン (George Washington Orton、1873年1月10日- 1958年6月26日)は、カナダの陸上競技選手。中距離の選手として1900年パリオリンピックに出場。カナダの選手としてはじめてオリンピックでメダルを獲得した選手である。
オートンは1893年にペンシルベニア大学に転校する前まではトロント大学の大学院生であった。そのときすでに北米では中距離のトップ選手の一人であった。彼はカナダとアメリカ、イギリスの1マイル、2マイル、障害物競走でタイトルを獲得していた。オートンが1892年に打ち立てた1マイルのタイム4分21秒8は30年にわたりカナダ記録であった。彼は通算121勝したという記録が残っている。
オートンは1896年に博士号を取得する。しかし競技はそのまま続けていた。そしてカナダが初出場した1900年パリオリンピックに2500m障害と4000m障害、400mハードルの3種目の選手として参加する。まず出場した400mハードルの予選第2組は2人が決勝進出することになっていたが出場者も2人であったので、全力で走らなくとも決勝進出を果たす。そして翌日はまず2500m障害の決勝、オートンは6人出場したレースで終始4位につけていた。そしてファイナルラップの最後の直線で3人を抜き金メダルを獲得。これがカナダにとってオリンピック初となるメダルでもあった。次いで出場した400mハードルは4人が出場する予定であった。しかし、この日が日曜日であり、1人が棄権したのでメダルが確定。オートンは3人中3位で銅メダルを獲得した。結果として400mハードルは何もしなくてもメダル確定という結果であった。翌日出場した4000m障害では5位で終わった。
その後、オートンはペンシルベニア大学の陸上コーチとなる。そして当大学の陸上競技の歴史に関する本を執筆した。さらに、カナダのスポーツの殿堂入りを果たしている。